# Người Nga ngoài nước Nga
Người Nga ngoài nước Nga (tiếng Nga: Русские без России) là một phim tài liệu nổi tiếng của đạo diễn Nikita Mikhalkov, ra mắt lần đầu năm 2003.

## Nội dung
Bộ phim tái hiện những sự kiện chính trong phong trào Bạch vệ ở nước Nga trong thời gian nổ ra cuộc Nội chiến sau Cách mạng Tháng Mười.